# Костов, Димитр
Димитр Иванов Костов (болг. Димитър Иванов Костов; род. 27 июля 1936, София) — болгарский футболист, защитник, который играл в составе сборной Болгарии на Чемпионате мира 1962.

## Биография
Играл в составе команд «Ударник» (1952—1956) и «Славия» (1956—1967), в общей сложности провёл 240 матчей и забил 21 гол. Обладатель национального кубка в 1952, 1963, 1964 и 1966 гг., финалист в 1954 году. серебряный призёр в 1954, 1955, 1959 и 1967 и бронзовый призёр в 1964, 1965 и 1966 годах. Полуфиналист Кубка обладателей кубков УЕФА в 1967 году, сыграл 15 игр. Сыграл 8 игр и забил 1 гол, играя за национальную команду «А» (1959—1962) и 6 игр в национальной сборной «Б». Принял участие в Чемпионате мира по футболу 1962 в Чили, играл в матче против сборной Англии (0:0). Он сыграл свою первую игру за сборную 13 мая 1959 против Нидерландов и последнюю 30 сентября 1962 года против Польши.
Заслуженный мастер спорта Болгарии (1965). После завершения своей игровой карьеры работал тренером.